# Liste des planètes mineures non numérotées découvertes en avril 2011
Pour un article plus général, voir Liste des planètes mineures non numérotées découvertes en 2011.
Pour un article plus général, voir Liste des planètes mineures.
Cet article dresse la liste des planètes mineures (astéroïdes, centaures, objets transneptuniens et assimilés) non numérotées découvertes en avril 2011 dans l'ordre de leur découverte.
Au 15 janvier 2025, 661 077 des 1 434 993 planètes mineures répertoriées par le Centre des planètes mineures ne sont pas encore numérotées, soit 46,07 %.

## Rappel concernant la désignation provisoire
La désignation provisoire indique l'ordre de découverte de ces objets. En effet, cette désignation est composée de l'année de découverte (par exemple 2011) suivie de la quinzaine (demi-mois) de découverte (p.e. A = 1-15 janvier) puis de l'ordre de découverte dans cette quinzaine. Cet ordre est indiqué par une lettre et éventuellement un chiffre comme suit : A pour la première découverte, B pour la deuxième, ..., Z pour la 25e (le I n'est pas utilisé pour éviter la confusion avec 1), A1 pour la 26e, B1 pour la 27e, etc. , Z1 pour la 50e, A2 pour la 51e, B2 pour la 52e, etc. L'ordre de la numérotation ne suit donc pas l'ordre alphanumérique. 2011 AA1 suit ainsi 2011 AZ et précède 2011 AB1.

## Liste

### Du1erau 15 avril
- 2011 GA
- 2011 GB
- 2011 GC
- 2011 GD
- 2011 GE
- 2011 GF
- 2011 GP
- 2011 GR
- 2011 GB1
- 2011 GE1
- 2011 GH1
- 2011 GP1
- 2011 GW1
- 2011 GD2
- 2011 GE2
- 2011 GR2
- 2011 GY2
- 2011 GZ2
- 2011 GA3
- 2011 GB3
- 2011 GC3
- 2011 GE3
- 2011 GF3
- 2011 GG3
- 2011 GH3
- 2011 GJ3
- 2011 GX3
- 2011 GZ3
- 2011 GR4
- 2011 GJ5
- 2011 GA6
- 2011 GE6
- 2011 GK6
- 2011 GU6
- 2011 GZ6
- 2011 GN7
- 2011 GY7
- 2011 GZ7
- 2011 GB8
- 2011 GK8
- 2011 GQ8
- 2011 GM9
- 2011 GP9
- 2011 GV9
- 2011 GW9
- 2011 GJ10
- 2011 GK10
- 2011 GM10
- 2011 GO10
- 2011 GQ10
- 2011 GB11
- 2011 GJ11
- 2011 GK11
- 2011 GM11
- 2011 GR11
- 2011 GX11
- 2011 GB12
- 2011 GD12
- 2011 GL12
- 2011 GM12
- 2011 GO12
- 2011 GV12
- 2011 GL13
- 2011 GO13
- 2011 GD14
- 2011 GG14
- 2011 GH14
- 2011 GK14
- 2011 GL14
- 2011 GP14
- 2011 GR14
- 2011 GB15
- 2011 GG15
- 2011 GH15
- 2011 GS15
- 2011 GZ15
- 2011 GB16
- 2011 GC16
- 2011 GE16
- 2011 GG16
- 2011 GN16
- 2011 GP16
- 2011 GT16
- 2011 GA17
- 2011 GJ17
- 2011 GK17
- 2011 GU17
- 2011 GZ17
- 2011 GG18
- 2011 GM18
- 2011 GA19
- 2011 GC19
- 2011 GJ19
- 2011 GE20
- 2011 GF20
- 2011 GG20
- 2011 GH20
- 2011 GL20
- 2011 GY20
- 2011 GL21
- 2011 GN21
- 2011 GP21
- 2011 GV21
- 2011 GA22
- 2011 GO22
- 2011 GU22
- 2011 GX22
- 2011 GZ22
- 2011 GA23
- 2011 GC23
- 2011 GD23
- 2011 GF23
- 2011 GL23
- 2011 GO24
- 2011 GP24
- 2011 GS24
- 2011 GA25
- 2011 GM25
- 2011 GQ25
- 2011 GS25
- 2011 GU25
- 2011 GW25
- 2011 GE26
- 2011 GF26
- 2011 GR26
- 2011 GA27
- 2011 GL27
- 2011 GN27
- 2011 GV27
- 2011 GJ28
- 2011 GP28
- 2011 GS28
- 2011 GX28
- 2011 GN29
- 2011 GP29
- 2011 GX29
- 2011 GD30
- 2011 GF30
- 2011 GK30
- 2011 GU30
- 2011 GO31
- 2011 GB33
- 2011 GJ33
- 2011 GM33
- 2011 GN33
- 2011 GQ33
- 2011 GS33
- 2011 GX33
- 2011 GK34
- 2011 GN34
- 2011 GR34
- 2011 GW34
- 2011 GJ35
- 2011 GR35
- 2011 GV35
- 2011 GW35
- 2011 GX35
- 2011 GD36
- 2011 GL36
- 2011 GR36
- 2011 GC38
- 2011 GH38
- 2011 GZ38
- 2011 GH39
- 2011 GO39
- 2011 GQ39
- 2011 GU39
- 2011 GJ40
- 2011 GL40
- 2011 GW42
- 2011 GB43
- 2011 GG43
- 2011 GS43
- 2011 GT43
- 2011 GC44
- 2011 GH44
- 2011 GJ44
- 2011 GK44
- 2011 GL44
- 2011 GO44
- 2011 GP44
- 2011 GG45
- 2011 GA47
- 2011 GL47
- 2011 GU47
- 2011 GL48
- 2011 GO48
- 2011 GX48
- 2011 GG49
- 2011 GH49
- 2011 GJ50
- 2011 GK50
- 2011 GV50
- 2011 GY50
- 2011 GZ50
- 2011 GH51
- 2011 GN51
- 2011 GV51
- 2011 GD52
- 2011 GH52
- 2011 GK52
- 2011 GM52
- 2011 GS52
- 2011 GV52
- 2011 GC53
- 2011 GE53
- 2011 GK53
- 2011 GP53
- 2011 GS53
- 2011 GX53
- 2011 GD54
- 2011 GG54
- 2011 GL54
- 2011 GO54
- 2011 GQ54
- 2011 GS54
- 2011 GZ54
- 2011 GB55
- 2011 GC55
- 2011 GE55
- 2011 GF56
- 2011 GL56
- 2011 GK57
- 2011 GM58
- 2011 GP59
- 2011 GQ59
- 2011 GR59
- 2011 GD60
- 2011 GG60
- 2011 GL60
- 2011 GN60
- 2011 GS60
- 2011 GV61
- 2011 GC62
- 2011 GD62
- 2011 GE62
- 2011 GH62
- 2011 GJ62
- 2011 GM62
- 2011 GO65
- 2011 GP65
- 2011 GQ65
- 2011 GT65
- 2011 GV65
- 2011 GW65
- 2011 GX65
- 2011 GD68
- 2011 GW68
- 2011 GX68
- 2011 GG69
- 2011 GK69
- 2011 GY70
- 2011 GA71
- 2011 GB71
- 2011 GD71
- 2011 GE71
- 2011 GG71
- 2011 GL71
- 2011 GN71
- 2011 GQ71
- 2011 GC72
- 2011 GE72
- 2011 GK72
- 2011 GR73
- 2011 GX73
- 2011 GY73
- 2011 GX74
- 2011 GB75
- 2011 GV75
- 2011 GC76
- 2011 GU76
- 2011 GG77
- 2011 GT77
- 2011 GU77
- 2011 GV77
- 2011 GF79
- 2011 GJ79
- 2011 GY79
- 2011 GY80
- 2011 GA81
- 2011 GG81
- 2011 GM81
- 2011 GT82
- 2011 GZ82
- 2011 GO83
- 2011 GT83
- 2011 GM84
- 2011 GQ84
- 2011 GV84
- 2011 GF85
- 2011 GG85
- 2011 GT85
- 2011 GH86
- 2011 GL86
- 2011 GO86
- 2011 GQ86
- 2011 GX86
- 2011 GA87
- 2011 GM89
- 2011 GE90
- 2011 GF90
- 2011 GG90
- 2011 GJ91
- 2011 GS92
- 2011 GY92
- 2011 GB93
- 2011 GC93
- 2011 GE93
- 2011 GG93
- 2011 GO93
- 2011 GQ93
- 2011 GV93
- 2011 GY93
- 2011 GB94
- 2011 GH94
- 2011 GJ94
- 2011 GK94
- 2011 GL94
- 2011 GM94
- 2011 GP94
- 2011 GQ94
- 2011 GS94
- 2011 GU94
- 2011 GW94
- 2011 GX94
- 2011 GY94
- 2011 GB95
- 2011 GC95
- 2011 GD95
- 2011 GF95
- 2011 GG95
- 2011 GH95
- 2011 GK95
- 2011 GC96
- 2011 GG96
- 2011 GT96
- 2011 GX96
- 2011 GA97
- 2011 GF97
- 2011 GM97
- 2011 GN97
- 2011 GP97
- 2011 GQ97
- 2011 GR97
- 2011 GS97
- 2011 GT97
- 2011 GU97
- 2011 GV97
- 2011 GW97
- 2011 GY97
- 2011 GA98
- 2011 GB98
- 2011 GG98
- 2011 GH98
- 2011 GL98
- 2011 GN98
- 2011 GP98
- 2011 GQ98
- 2011 GT98
- 2011 GV98
- 2011 GW98
- 2011 GX98
- 2011 GY98
- 2011 GZ98
- 2011 GM99
- 2011 GN99
- 2011 GP99
- 2011 GQ99
- 2011 GR99
- 2011 GS99
- 2011 GT99
- 2011 GU99
- 2011 GW99
- 2011 GX99
- 2011 GY99
- 2011 GE100
- 2011 GK100
- 2011 GA101
- 2011 GE101
- 2011 GN101
- 2011 GO101
- 2011 GS101
- 2011 GV101
- 2011 GW101
- 2011 GX101
- 2011 GC102
- 2011 GG102
- 2011 GH102
- 2011 GJ102
- 2011 GK102
- 2011 GL102
- 2011 GO102
- 2011 GQ102
- 2011 GT102
- 2011 GU102
- 2011 GW102
- 2011 GX102
- 2011 GY102
- 2011 GB103
- 2011 GO103
- 2011 GV103
- 2011 GW103
- 2011 GX103
- 2011 GA104
- 2011 GB104
- 2011 GC104
- 2011 GD104
- 2011 GE104
- 2011 GF104
- 2011 GG104
- 2011 GM104
- 2011 GN104
- 2011 GT104
- 2011 GA105
- 2011 GD105
- 2011 GE105
- 2011 GG105
- 2011 GH105
- 2011 GJ105
- 2011 GL105
- 2011 GQ105
- 2011 GR105
- 2011 GT105
- 2011 GU105
- 2011 GW105
- 2011 GX105
- 2011 GY105
- 2011 GZ105
- 2011 GA106
- 2011 GB106
- 2011 GC106
- 2011 GD106
- 2011 GE106
- 2011 GH106
- 2011 GK106
- 2011 GL106
- 2011 GM106
- 2011 GO106
- 2011 GP106
- 2011 GQ106
- 2011 GU106
- 2011 GV106
- 2011 GW106
- 2011 GX106
- 2011 GZ106
- 2011 GB107
- 2011 GC107
- 2011 GD107
- 2011 GE107
- 2011 GJ107
- 2011 GK107
- 2011 GN107
- 2011 GP107
- 2011 GQ107
- 2011 GR107
- 2011 GS107
- 2011 GT107
- 2011 GU107
- 2011 GV107
- 2011 GW107
- 2011 GX107
- 2011 GY107
- 2011 GZ107
- 2011 GA108
- 2011 GB108
- 2011 GC108
- 2011 GD108
- 2011 GE108
- 2011 GF108
- 2011 GG108
- 2011 GH108
- 2011 GJ108
- 2011 GL108
- 2011 GM108
- 2011 GN108
- 2011 GO108
- 2011 GP108
- 2011 GR108
- 2011 GT108
- 2011 GU108
- 2011 GV108
- 2011 GW108
- 2011 GX108
- 2011 GY108
- 2011 GA109
- 2011 GC109
- 2011 GD109
- 2011 GF109
- 2011 GG109
- 2011 GH109
- 2011 GJ109
- 2011 GK109
- 2011 GL109
- 2011 GM109
- 2011 GN109
- 2011 GQ109
- 2011 GR109
- 2011 GT109
- 2011 GU109
- 2011 GW109
- 2011 GX109
- 2011 GY109
- 2011 GZ109
- 2011 GA110
- 2011 GB110
- 2011 GD110
- 2011 GE110
- 2011 GG110
- 2011 GH110
- 2011 GJ110
- 2011 GK110
- 2011 GL110
- 2011 GM110
- 2011 GN110
- 2011 GO110
- 2011 GP110
- 2011 GQ110
- 2011 GR110
- 2011 GS110
- 2011 GT110
- 2011 GU110
- 2011 GV110
- 2011 GW110
- 2011 GX110
- 2011 GY110
- 2011 GB111
- 2011 GC111
- 2011 GD111
- 2011 GE111
- 2011 GF111
- 2011 GG111
- 2011 GH111
- 2011 GK111
- 2011 GL111
- 2011 GM111

### Du 16 au 30 avril
- 2011 HC
- 2011 HG
- 2011 HH
- 2011 HJ
- 2011 HL
- 2011 HN
- 2011 HO
- 2011 HP
- 2011 HQ
- 2011 HS
- 2011 HT
- 2011 HU
- 2011 HV
- 2011 HW
- 2011 HC1
- 2011 HH1
- 2011 HK1
- 2011 HT1
- 2011 HA2
- 2011 HB2
- 2011 HC2
- 2011 HG2
- 2011 HG3
- 2011 HG4
- 2011 HH4
- 2011 HJ4
- 2011 HM4
- 2011 HO4
- 2011 HP4
- 2011 HQ4
- 2011 HR4
- 2011 HC5
- 2011 HE5
- 2011 HG5
- 2011 HH5
- 2011 HK5
- 2011 HN5
- 2011 HO5
- 2011 HX6
- 2011 HY6
- 2011 HG7
- 2011 HL7
- 2011 HR7
- 2011 HT7
- 2011 HW7
- 2011 HX7
- 2011 HB8
- 2011 HE8
- 2011 HG8
- 2011 HL8
- 2011 HA10
- 2011 HB10
- 2011 HH10
- 2011 HJ10
- 2011 HU10
- 2011 HD11
- 2011 HG11
- 2011 HB12
- 2011 HX12
- 2011 HE14
- 2011 HM14
- 2011 HV14
- 2011 HZ14
- 2011 HA15
- 2011 HF15
- 2011 HW15
- 2011 HF16
- 2011 HK16
- 2011 HT17
- 2011 HB18
- 2011 HO18
- 2011 HP18
- 2011 HB19
- 2011 HC20
- 2011 HX20
- 2011 HF21
- 2011 HG21
- 2011 HK21
- 2011 HO21
- 2011 HT21
- 2011 HC23
- 2011 HM23
- 2011 HP23
- 2011 HC24
- 2011 HD24
- 2011 HE24
- 2011 HH24
- 2011 HJ24
- 2011 HK24
- 2011 HL24
- 2011 HM24
- 2011 HN24
- 2011 HO24
- 2011 HP24
- 2011 HQ24
- 2011 HV24
- 2011 HW24
- 2011 HE25
- 2011 HO25
- 2011 HP25
- 2011 HB26
- 2011 HR26
- 2011 HS26
- 2011 HW26
- 2011 HX26
- 2011 HA27
- 2011 HZ27
- 2011 HL29
- 2011 HJ30
- 2011 HN32
- 2011 HO32
- 2011 HX32
- 2011 HO34
- 2011 HS34
- 2011 HD35
- 2011 HH35
- 2011 HL35
- 2011 HM35
- 2011 HS35
- 2011 HC36
- 2011 HD36
- 2011 HZ36
- 2011 HL38
- 2011 HQ38
- 2011 HH39
- 2011 HJ39
- 2011 HL39
- 2011 HN39
- 2011 HO39
- 2011 HQ39
- 2011 HE40
- 2011 HF40
- 2011 HJ40
- 2011 HN40
- 2011 HP40
- 2011 HX40
- 2011 HT41
- 2011 HK42
- 2011 HT42
- 2011 HH43
- 2011 HQ43
- 2011 HR43
- 2011 HH44
- 2011 HB45
- 2011 HW45
- 2011 HY45
- 2011 HA46
- 2011 HG46
- 2011 HJ46
- 2011 HN46
- 2011 HQ46
- 2011 HW46
- 2011 HB47
- 2011 HK47
- 2011 HS47
- 2011 HW48
- 2011 HN49
- 2011 HP49
- 2011 HV49
- 2011 HF50
- 2011 HL50
- 2011 HR50
- 2011 HV50
- 2011 HQ51
- 2011 HY52
- 2011 HZ52
- 2011 HK53
- 2011 HL53
- 2011 HO53
- 2011 HP53
- 2011 HQ53
- 2011 HS53
- 2011 HU53
- 2011 HY53
- 2011 HZ54
- 2011 HD55
- 2011 HY56
- 2011 HH57
- 2011 HM58
- 2011 HF59
- 2011 HH59
- 2011 HM59
- 2011 HZ59
- 2011 HO60
- 2011 HR60
- 2011 HS60
- 2011 HY60
- 2011 HE61
- 2011 HM61
- 2011 HR61
- 2011 HU61
- 2011 HV61
- 2011 HW61
- 2011 HD62
- 2011 HH62
- 2011 HJ62
- 2011 HN62
- 2011 HD63
- 2011 HW63
- 2011 HA64
- 2011 HL65
- 2011 HC67
- 2011 HT67
- 2011 HU67
- 2011 HY67
- 2011 HG68
- 2011 HP68
- 2011 HE69
- 2011 HV69
- 2011 HK70
- 2011 HL70
- 2011 HP70
- 2011 HX70
- 2011 HV71
- 2011 HA72
- 2011 HB72
- 2011 HP72
- 2011 HY73
- 2011 HB74
- 2011 HR75
- 2011 HT75
- 2011 HV75
- 2011 HC76
- 2011 HR76
- 2011 HP77
- 2011 HQ77
- 2011 HR77
- 2011 HU77
- 2011 HY77
- 2011 HJ78
- 2011 HE79
- 2011 HH79
- 2011 HN79
- 2011 HQ79
- 2011 HY79
- 2011 HF80
- 2011 HS80
- 2011 HU80
- 2011 HB81
- 2011 HY82
- 2011 HP83
- 2011 HG84
- 2011 HC86
- 2011 HD86
- 2011 HG86
- 2011 HN86
- 2011 HR86
- 2011 HS86
- 2011 HX86
- 2011 HY86
- 2011 HJ87
- 2011 HK87
- 2011 HQ87
- 2011 HZ87
- 2011 HP88
- 2011 HB89
- 2011 HC89
- 2011 HE89
- 2011 HH89
- 2011 HK89
- 2011 HQ89
- 2011 HW89
- 2011 HH90
- 2011 HJ90
- 2011 HF91
- 2011 HG91
- 2011 HH91
- 2011 HJ91
- 2011 HL91
- 2011 HH92
- 2011 HB93
- 2011 HC93
- 2011 HH93
- 2011 HU93
- 2011 HV93
- 2011 HW93
- 2011 HG94
- 2011 HK94
- 2011 HL94
- 2011 HS94
- 2011 HW94
- 2011 HX94
- 2011 HD95
- 2011 HY95
- 2011 HC96
- 2011 HE96
- 2011 HF96
- 2011 HK96
- 2011 HN96
- 2011 HO96
- 2011 HW96
- 2011 HL97
- 2011 HO97
- 2011 HH98
- 2011 HO98
- 2011 HW98
- 2011 HD99
- 2011 HL99
- 2011 HM99
- 2011 HS99
- 2011 HX99
- 2011 HA100
- 2011 HH100
- 2011 HL100
- 2011 HD101
- 2011 HO101
- 2011 HP101
- 2011 HS101
- 2011 HT101
- 2011 HZ101
- 2011 HG102
- 2011 HM102
- 2011 HX102
- 2011 HZ102
- 2011 HD103
- 2011 HE103
- 2011 HF103
- 2011 HJ103
- 2011 HK103
- 2011 HL103
- 2011 HU103
- 2011 HD104
- 2011 HH104
- 2011 HN104
- 2011 HW104
- 2011 HE105
- 2011 HQ105
- 2011 HS105
- 2011 HU105
- 2011 HW105
- 2011 HB106
- 2011 HC106
- 2011 HE106
- 2011 HF106
- 2011 HG106
- 2011 HJ106
- 2011 HK106
- 2011 HL106
- 2011 HP106
- 2011 HQ106
- 2011 HT106
- 2011 HU106
- 2011 HW106
- 2011 HE107
- 2011 HM107
- 2011 HW107
- 2011 HX107
- 2011 HA108
- 2011 HF108
- 2011 HG108
- 2011 HM108
- 2011 HS108
- 2011 HT108
- 2011 HU108
- 2011 HW108
- 2011 HY108
- 2011 HZ108
- 2011 HC109
- 2011 HL109
- 2011 HO109
- 2011 HP109
- 2011 HZ109
- 2011 HC110
- 2011 HH110
- 2011 HJ110
- 2011 HK110
- 2011 HL110
- 2011 HP110
- 2011 HQ110
- 2011 HT110
- 2011 HU110
- 2011 HV110
- 2011 HA111
- 2011 HE111
- 2011 HF111
- 2011 HG111
- 2011 HJ111
- 2011 HK111
- 2011 HL111
- 2011 HN111
- 2011 HO111
- 2011 HP111
- 2011 HQ111
- 2011 HW111
- 2011 HX111
- 2011 HZ111
- 2011 HA112
- 2011 HB112
- 2011 HG112
- 2011 HH112
- 2011 HJ112
- 2011 HL112
- 2011 HM112
- 2011 HP112
- 2011 HQ112
- 2011 HR112
- 2011 HS112
- 2011 HT112
- 2011 HU112
- 2011 HV112
- 2011 HW112
- 2011 HX112
- 2011 HY112
- 2011 HZ112
- 2011 HA113
- 2011 HB113
- 2011 HD113
- 2011 HE113
- 2011 HF113
- 2011 HG113
- 2011 HK113
- 2011 HL113
- 2011 HM113
- 2011 HN113
- 2011 HO113
- 2011 HP113
- 2011 HQ113
- 2011 HR113
- 2011 HS113
- 2011 HT113
- 2011 HW113
- 2011 HX113
- 2011 HY113
- 2011 HZ113
- 2011 HA114
- 2011 HB114
- 2011 HC114
- 2011 HD114
- 2011 HE114
- 2011 HF114
- 2011 HG114
- 2011 HH114
- 2011 HJ114
- 2011 HK114
- 2011 HL114
- 2011 HM114
- 2011 HN114
- 2011 HP114
- 2011 HQ114
- 2011 HS114
- 2011 HT114
- 2011 HU114
- 2011 HV114
- 2011 HW114
- 2011 HX114